# Показник короткості
Показник короткості — це числовий параметр сімейства графів, який показує, наскільки далекими від гамільтоновості можуть бути графи сімейства. Інтуїтивно, якщо {\displaystyle e} — показник короткості графа сімейства {\displaystyle {\mathcal {F}}}, то будь-який граф із {\displaystyle n} вершинами має цикл довжини, близької до {\displaystyle n^{e}} але деякі графи не мають довших циклів. Точніше, для будь-якого впорядкування графів у {\displaystyle {\mathcal {F}}} у послідовність {\displaystyle G_{0},G_{1},\dots }, та функції {\displaystyle h(G)}, визначеної як довжина найбільшого циклу в графі {\displaystyle G}, показник короткості визначають як
{\displaystyle \liminf _{i\to \infty }{\frac {\log h(G_{i})}{\log |V(G_{i})|}}.}
Це число завжди міститься в інтервалі від 0 до 1. Показник дорівнює 1, якщо графи сімейства завжди містять гамільтонів або близький до гамільтонового цикл, і 0, якщо найбільша довжина циклів у графах сімейства може бути меншою від будь-якого сталого степеня числа вершин.
Показник короткості поліедральних графів дорівнює {\displaystyle \log _{3}2\approx 0,631}. Побудова, заснована на многогранниках Клі, показує, що деякі поліедральні графи мають найбільший цикл завдовжки {\displaystyle O(n^{\log _{3}2})}, і було також доведено, що будь-який поліедральний граф містить цикл, довжиною {\displaystyle \Omega (n^{\log _{3}2})}. Поліедральні графи — це графи, які одночасно є планарними і вершинно 3-зв'язними. Факт вершинної 3-зв'язності тут важливий, оскільки існує множина вершинно 2-зв'язних планарних графів (таких як повні двочасткові графи {\displaystyle K_{2,n}}) із показником короткості 0. Є багато додаткових результатів щодо показника короткості обмежених підкласів планарних та поліедральних графів.
Вершинно 3-зв'язні кубічні графи (без вимог планарності) також мають показник короткості, який (як було показано) лежить строго між 0 і 1.